# Roberto de Altavila
Roberto de Altavila (em francês: Robert de Hauteville), cognominado Guiscardo (isto é, "astuto", do latim viscardus ou guiscardus, através do francês antigo viscart; Hauteville-la-Guichard, c. 1025 – Cefalônia, 17 de julho de 1085), foi um aventureiro normando.

## Biografia
Nascido próximo a Coutances, na Normandia, era filho de Tancredo de Altavila (ou de Altavila) e da sua segunda mulher Frensenda (ou Fredesenda). Após a morte do seu irmão Hunfredo (1057), deserdou os sobrinhos menores e sucedeu o irmão como conde de Apúlia e Calábria. Pouco depois, em (1059), foi investido pelo papa Nicolau II do título de duque de Apúlia, Calábria e Sicília.
Como outros muitos nobres normandos empobrecidos, Roberto Guiscardo foi para o sul da península Itálica, onde chegou por volta de 1046. Depois de servir como mercenário nas forças do Príncipe de Cápua, organizou um pequeno exército, visando criar suas próprias possessões no sul da Itália.
Em 1053, quando o papa Leão IX tentou expulsar os normandos da Itália, Roberto teve um importante papel na derrota das tropas lombardas do Papado, em Civitate, localidade próxima à atual cidade de San Severo.
Com a morte do seu irmão mais velho Hunfredo, Roberto Guiscardo tornou-se líder dos normandos estabelecidos no Mezzogiorno. O papa Nicolau II, que buscava a independência dos Estados Pontifícios em relação ao Sacro Império Romano-Germânico, decidiu aliar-se aos normandos. Em 1059, o papa investiu Roberto com o título de duque de Apúlia, Calábria e Sicília. Assim, elevado de conde a duque de todo o Mezzogiorno. A fórmula foi "pela graça de Deus e de São Pedro, duque da Apúlia e Calábria, e, se ainda me apoiarem, futuro senhor da Sicília". Em troca, Roberto Guiscardo reconhecia o Papa como seu suserano, concordando em pagar um tributo anual à Santa Sé, de modo a manter títulos e terras e ainda garantir a plena legitimidade sobre as futuras conquistas.

Brasão de Roberto Guiscardo

Entretanto a senhoria da Sicília, ainda estava sob domínio sarraceno e a Calábria, nas mãos dos bizantinos, que também atacavam parte da Apúlia.
Inicialmente, tratou de combater as guarnições bizantinas na Apúlia e conquistar a Calábria, depois partiu para a Sicília, onde ele e seu irmão Rogério empreenderam uma série de campanhas militares, conquistando Messina, em  1061, e Palermo, em 1072. Em seguida, Roberto dirige sua atenção aos Bálcãs, obtendo uma grande vitória sobre o imperador bizantino Aleixo I Comneno, em Durazzo (atual Durrës na Albânia), no ano de 1081. Na Macedônia e na Tessália suas campanhas foram dirigidas pelo seu filho Boemundo.
Em 1083, Roberto foi chamado para socorrer o papa Gregório VII, que estava assediado no castelo Sant'Angelo por Henrique IV da Germânia, imperador do Sacro Império, pelo que teve que abandonar as suas vitoriosas campanhas. Depois de expulsar o imperador de Roma e reduzir a cinzas um terço da cidade, Roberto voltou em apoio ao seu filho Boemundo na campanha da Grécia. Porém, algumas semanas depois, foi acometido de violenta febre e morreu em Cefalônia, no ano de 1085.

## Relações familiares

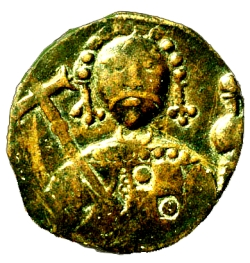
Moeda de Roberto o Guiscardo.

Roberto de Altavila era filho de Tancredo de Altavila (990 — 1041) e de Fredesenda da Normandia (995 — 1060), filha de Ricardo I da Normandia (28 de agosto de 933 - 20 de novembro de 996) e de Gunoro da Dinamarca (936 - 1031), Princesa da Dinamarca. Casou-se por duas vezes — a primeira delas com Sigelgaita, princesa de Salerno, com quem teve os seguintes filhos:
1. Matilde de Apúlia (1060 — 1108) casada por duas vezes, a primeira com Raimundo Berengário II de Barcelona e a segunda com Emérico I de Narbona, visconde de Narbona.
2. Sibila de Altavila casou com Ébalo II de Roucy.

O segundo casamento de Roberto foi com Alberada de Buonalbergo, de quem teve:
1. Boemundo de Altavila (c. 1058), príncipe de Antioquia (1098) casado com a princesa Constança de França.